# Петалино
Петалино (мкд. Петалино) је насеље у Северној Македонији, у јужном делу државе. Петалино припада општини Новаци.

## Географија
Насеље Петалино је смештено у крајње јужном делу Северне Македоније, близу државне границе са Грчком (6 km јужно од села). Од најближег већег града, Битоља, насеље је удаљено 50 km источно.
Петалино се налази у јужном делу високопланинске области Маријово, као једно од најзабаченијих, али и етнички најчистијих делова православног словенског живља на тлу Македоније. Насеље је положено на северним падинама Ниџе. Северозападно од села протиче Црна река, која у овом делу тока прави велику клисуру. Надморска висина насеља је приближно 930 метара.
Клима у насељу је планинска због знатне надморске висине.

## Становништво
Петалино је према последњем попису из 2002. године било без становника. 
Претежно становништво били су етнички Македонци.
Већинска вероисповест било је православље.